# Novinarstvo
Novinarstvo je struka kojom se bave novinari. Posao im je prikupljanje, pisanje i objavljivanje informacija za tiskane medije, časopise, radio, televiziju i Internet. Koncept i sama uloga novinarstva variraju od države do države. U nekim su državama mediji i novinarska struka pod strogom kontrolom države, dok u nekim država novinske kuće i novinari posluju kao privatne kompanije, odnosno po principu slobodnog zanimanja te su motivirani profitom.
U Hrvatskoj je najstarija obrazovna ustanova u području novinarstva Fakultet političkih znanosti Sveučilišta u Zagrebu.
Hrvatsko novinstvo i novinska djelatnost prošli su 1990.-ih put privatizacije tijekom koje novinari nisu smatrani "vlasnicima sredstava na kojima rade" (Milovan Šibl). Ustav Republike Hrvatske svojim člankom 38. stavkom 3. jasno određuje:
| » | Zabranjuje se cenzura. Novinari imaju pravo na slobodu izvještavanja i pristupa informaciji. | « |
|   |                                                                                              |   |

## Podjela novinara
Novinari se dijele na novinare pisce i novinare urednike. 
Novinari pisci prikupljaju i pišu informacije u obliku teksta. Na radiju ga ponekad sami i čitaju, a na televiziji ga često sami, u montaži, povezuju s videozapisom. 
Novinari urednici obično vode računa o fazama koje prethode radu novinara pisca ili se na njega nastavljaju: oni najprije naručuju i organiziraju prikupljanje određenih informacija, a zatim odlučuju je li dobivena informacija uopće važna i zanimljiva za objavljivanje, koliko s obzirom može biti opširan tekst i kakvo će mjesto dobiti u listu ili emisiji. Novinari urednici odlučuju i o tomu kakvom će najavom, naslovom i slikom popratiti informaciju.

## Izobrazba novinara
Sveučilišne ustanove za obrazovanje novinara mogu se svesti na tri osnovna tipa:
Britanski model koji se više oslanja na sustav praktičnog obrazovanja uz minimalnu teoriju, sveučilišni model koji daje više mjesta teoriji nad praksom i mješoviti model, koji kombinira ta dva osnovna modela obrazovanja novinara.
Najreprezentativniji program novinarskog školovanja ostvaren je na Washingtonskom i Kolumbijskom sveučilištu, gdje su razvijene katedre za novinsku tehnologiju, reklamu, radio-televizijsko novinarstvo, novinarsku metodologiju.

## Radni uvjeti novinara
Novinari rade u svako vrijeme i u različitim uvjetima, ovisno o zahtjevu posla, zadatku ili organizaciji rada. Ima ih u ratovima, pri potresima i poplavama, pri nesrećama i ubojstvima. Satima sjede na sjednicama. Radno vrijeme novinara ovisi o vrsti medija i o poslu unutar redakcije. Uvijek rade pod pritiskom kratkoga roka u kojemu moraju obaviti posao, ograničenog prostora koji može zauzeti njihov prilog, odgovornosti za točnost te koji put, nažalost, i političke podobnosti informacije.

## Zapošljavanje i zarade
Posljednjih nekoliko godina smo svjedoci ekspanzije masovnih medija: osnovani su deseci novih listova - političkih ali i stručnih, tiskaju se lokalni listovi, listovi udruženja i druge publikacije, namijenjene nekom posebnom, manjem ili većem dijelu stanovništva. Osnivaju se i nove novinske agencije, radiostanice pa i televizijske postaje, tako da se posljednjih godina zaposlilo mnogo mladih ljudi. Takva će trend vjerojatno biti i sljedećh godina, a samo se može naslutiti kakvu će revoluciju donijeti širenje informacija putem računalnih mreža. 
Kada se gleda zarada, za početnika je nešto veća u odnosu na druga zanimanja koja traže diplomu, a za novinare s iskustvom ugovaraju se gotovo sasvim slobodno, ovisno o poslu koje će tko obavljati i ugledu koji uživa.

## Novinari i etika
Već pri prvim profesionalnim koracima novinari će se susresti s etičkim dvojbama. Međunarodna federacija novinara donijela je deklaraciju koja služi kao etnički standard profesionalnog ponašanja novinara. Ona ima 9 članaka:
1. Poštovanje istine i prava javnosti na istinu prava je dužnost novinara.
2. U obavljanju svojih dužnosti, novinar će uvijek braniti načela slobode i pravo na objektivan komentar ili kritiku.
3. Novinar će izvještavati u skladu s činjenicama kojima podrijetlo dobro poznaje. Novinar neće izostaviti bitnu informaciju ili krivotvoriti dokumente.
4. Novinar će se uvijek koristiti moralnim metodama, kako bi došao do vijesti, fotografije ili dokumenta.
5. Novinar će sve poduzeti kako bi ispravio objavljenu informaciju čim se ispostavi da je namjerno netočna, pa i bez intervencije ispravka.
6. Novinar će poštovati profesionalne tajne u sveti s izvorima informacije koju je dobio u povjerenju.
7. Novinar je svjestan opasnosti od diskriminacije koju nerijetko potiču mediji, te će sve učiniti da izbjegne produbljivanje tave diskriminacije, posebno one koja je utemeljena na razlikama u rasi, spolu, vjeri itd.
8. Novinar će smatrati velikom uvredom: plagijat, zlobne pogrešne interpretacije i klevete i neosnovane optužbe, a i prihvaćanje mita radi tiskanja neke informacije.
9.Novinar vrijedan ovoga naziva smatrat će svojom dužnošću slijediti već spomenuta načela.

## Zaključak
Novinarstvo kao i druga zanimanja traži profesionalnost i odgovornost, a mnogi danas nemaju te osobine iako se bave novinarstvom. Novinar i njegova djelatnost društveno su neobično važne, jer kao sustav omogućuju brz protok informacija. Novinarstvo karakterizira stalna borba s rokovima jer se velik broj odluka donosi u kratkom roku. Novinar je prepušten sam sebi, svom znanju i profesionalnom obrazovanju.

## Vanjske poveznice
- Ivica Grčar: Sprečavanje informacija o uskraćivanju prava pristupa Europskom sudu za ljudska prava u Strasbourgu – izvještaj i dokumenti, Zagreb, 2016.